# スリモヴ・ドッグ

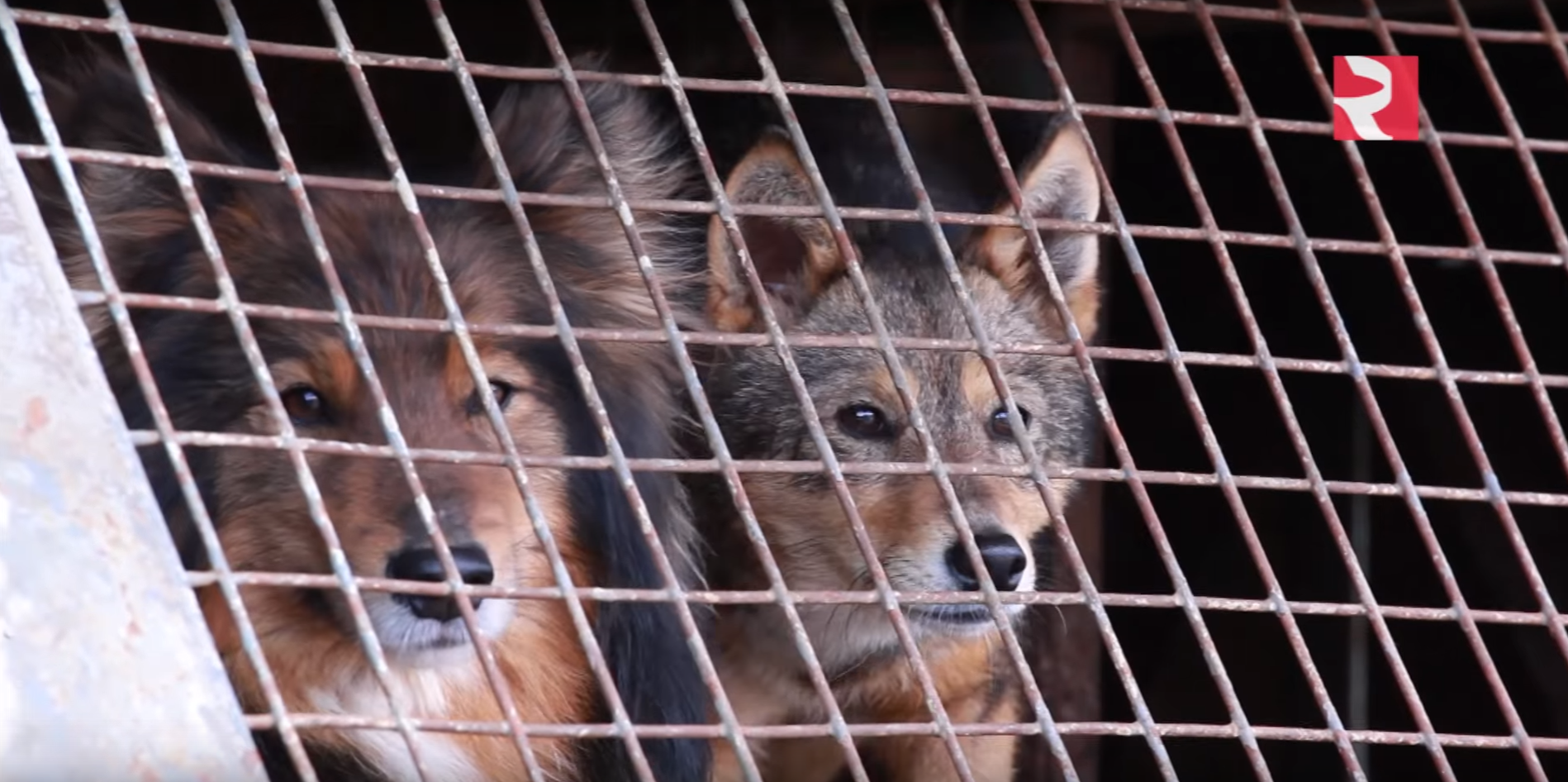
スリモヴ・ドッグ

スリモヴ・ドッグ（英語: Sulimov Dog）は、ロシアのスリモフ原産の警察犬（探知犬）である。ジャッカルの血を引く、カニド・ハイブリッド犬種のひとつでもある。

## 歴史
ロシアの空港を守る探知犬を作り出すため、寒さに強く扱いやすいシベリアン・ハスキーと、酷暑に耐えて小型で鼻の利くゴールデン・ジャッカルを組み合わせた犬種が考案され、1975年に作出が始まった。まず、ゴールデン・ジャッカルの雄とシベリアン・ハスキーの雌をかけあわせる事から始まった。この交配ははじめはシベリアン・ハスキー側が拒絶してしまうのではないかと心配されたが、ハスキーは素直に受け入れ、交配は成功した。これにより生まれたハーフ犬たちは鼻は非常に優れていたが、ジャッカルの血が強すぎて警戒心が強く、訓練が難しかったためこの犬たちを再び別のシベリアン・ハスキーとかけあわせる事により、ゴールデン・ジャッカルの血を4分の1引く犬を誕生させた。その後はこのゴールデン・ジャッカルの血を4分の1引く犬同士の交配によって犬種を改良・固定してスリモヴ・ドッグが完成した。なお、遺伝子プールの改善のため、時々シベリアン・ハスキーを交配させる事も行った。
スリモヴ・ドッグは訓練されて2002年から実際に空港で探知犬として使われるようになった。しかし、まだ国外ではあまり知られていない犬種である。又、将来的には輸出を狙っているとも考えられている。

## 特徴
体型はシベリアン・ハスキーだが耳は大きく、マズルも長く、小型である。立ち耳・ふさふさした垂れ尾で、ショートコートはやや厚く、毛色はゴールド地にブラウン又はブラックのハスキーと同じマーキングがある。嗅覚はとても優れていて、普通の犬の2.3倍の嗅覚を持っているとされている。性格は忠実で明るく、少々楽天的な一面もあるが飲み込みは早い。寿命は12～13年ほどで、18年生きた犬もいる。

## 参考
英語版記事en:Sulimov dog11:12, 18 August 2008版